# Gabinet Bērziņš
El Gabinet Bērziņš fou el govern de Letònia entre el 5 de maig de 2000 i el 7 de novembre de 2002, liderat pel Primer Ministre Andris Bērziņš.

## Composició
Llista dels ministeris de Letònia encapçalats per ministres del Gabinet Bērziņš:
| Càrrec                                                                           | Nom                               | Dates                              | Partit | Partit         |
| -------------------------------------------------------------------------------- | --------------------------------- | ---------------------------------- | ------ | -------------- |
| Primer Ministre                                                                  | Andris Bērziņš                    | 5 maig 2000 – 7 novembre 2002      |        | Via Letona     |
| Ministre de Defensa                                                              | Ģirts Valdis Kristovskis          | 5 maig 2000 – 7 novembre 2002      |        | TB/LNNK        |
| Ministre d'Afers Exteriors                                                       | Indulis Bērziņš                   | 5 maig 2000 – 7 novembre 2002      |        | Via Letona     |
| Ministre d'Economia                                                              | Aigars Kalvītis                   | 5 maig 2000 – 7 novembre 2002      |        | Partit Popular |
| Ministre de Finances                                                             | Gundars Bērziņš                   | 5 maig 2000 – 7 novembre 2002      |        | Partit Popular |
| Ministre de l'Interior                                                           | Mareks Segliņš                    | 5 maig 2000 – 30 setembre 2002     |        | Partit Popular |
| Ministre de l'Interior                                                           | Ģirts Valdis Kristovskis (interí) | 30 setembre 2002 – 7 novembre 2002 |        | TB/LNNK        |
| Ministre de Ciència i Educació                                                   | Kārlis Greiškalns                 | 5 maig 2000 – 7 novembre 2002      |        | Partit Popular |
| Ministre de Cultura                                                              | Karina Pētersone                  | 5 maig 2000 – 7 novembre 2002      |        | Via Letona     |
| Ministre de Benestar                                                             | Andrejs Požarnovs                 | 5 maig 2000 – 2 maig 2002          |        | TB/LNNK        |
| Ministre de Benestar                                                             | Vladimirs Makarovs (interí)       | 2 maig 2002 – 22 maig 2002         |        | TB/LNNK        |
| Ministre de Benestar                                                             | Viktors Jaksons                   | 22 maig 2002 – 7 novembre 2002     |        | TB/LNNK        |
| Ministre de Transport                                                            | Anatolijs Gorbunovs               | 5 maig 2000 – 7 novembre 2002      |        | Via Letona     |
| Ministre de Justícia                                                             | Ingrīda Labucka                   | 5 maig 2000 – 7 novembre 2002      |        | Nou Partit     |
| Ministeri per la Protecció del Medi Ambient i el Desenvolupament Regional        | Vladimirs Makarovs                | 5 maig 2000 – 7 novembre 2002      |        | TB/LNNK        |
| Ministre d'Agricultura                                                           | Atis Slakteris                    | 5 maig 2000 – 7 novembre 2002      |        | Partit Popular |
| Ministre Especial per la Cooperació amb Organitzacions Financeres Internacionals | Roberts Zīle                      | 5 maig 2000 – 7 novembre 2002      |        | TB/LNNK        |
| Ministre Especial per la Reforma Estatal                                         | Jānis Krūmiņš                     | 5 maig 2000 – 7 novembre 2002      |        | Nou Partit     |